# Mărașu
Mărașu – wieś w Rumunii, w okręgu Braiła, w gminie Mărașu. W 2011 roku liczyła 962 mieszkańców.